# Hongkong i olympiska sommarspelen 1992
Hongkong deltog i de olympiska sommarspelen 1992 med en trupp bestående av 38 deltagare, men ingen av landets deltagare erövrade någon medalj.

## Bågskytte
Herrarnas individuella
- Fung Yick
  - Rankningsrunda — 69:e plats (0-0)

## Friidrott
Herrarnas 100 meter
- Wai-Ming Ku
  - Heat — 10,74 (→ gick inte vidare)

## Fäktning
Herrarnas florett
- Lo Moon Tong
- Wu Xing Yao
- Tang Kwong Hau

## Segling
Herrarnas lechner
- Wong Tak Sum
  - Slutlig placering — 227,7 poäng (→ 20:e plats)

Damernas lechner
- Lee Lai Shan
  - Slutlig placering — 143,0 poäng (→ 11:e plats)